# Natalia Przybysz
Natalia Maria Przybysz, conosciuta anche come N'Talia e Natu (Varsavia, 1º settembre 1983), è una cantante polacca.

## Biografia
Natalia Przybysz è salita alla ribalta all'inizio degli anni 2000 come metà del duo musicale Sistars, che ha formato con la sua sorella minore Paulina. Insieme hanno pubblicato quattro album, prima di avviare le loro carriere da soliste a partire dal 2006.
L'album di debutto di Natalia, Maupka Comes Home, è stato realizzato insieme al DJ Envee e pubblicato nel 2008. Ha raggiunto la 18ª posizione della classifica polacca. Il successo del disco le ha fruttato una candidatura ai premi Fryderyk del 2009, il maggior riconoscimento musicale polacco, per la cantante dell'anno.
Nel 2010 ha firmato un contratto con l'etichetta discografica Mystic Production, su cui ha pubblicato nello stesso anno il suo primo album come solista, l'album Gram duszy, cantato interamente in lingua polacca. Il progetto ha conquistato la 43ª posizione della top 50 polacca. Nel 2013 il suo album di cover Kozmic Blues: Tribute to Janis Joplin, contenente dodici successi di Janis Joplin, ha raggiunto la 37ª posizione in classifica.
Il suo maggiore successo sia con il pubblico che con la critica è arrivato nel 2014 con il quarto album, Prąd, che si è piazzato 3º nella classifica nazionale e ha ottenuto un disco di platino dalla Związek Producentów Audio-Video con oltre 30 000 copie vendute, oltre a fruttarle due statuette ai Fryderyk del 2015: una per l'album rock dell'anno, e una per la canzone dell'anno per il singolo Miód.
Nel 2018 ha nuovamente vinto un Fryderyk per l'album rock dell'anno con il suo quinto disco, Światło nocne, anch'esso arrivato 3º nella classifica OLiS, mentre nel 2019 il suo sesto album Jak malować ogień ha conquistato la 6ª posizione nella top 50 nazionale e due candidature alla successiva edizione dei Fryderyk.

## Discografia

### Album in studio
- 2008 – Maupka Comes Home (con Envee)
- 2010 – Gram duszy
- 2013 – Kozmic Blues: Tribute to Janis Joplin
- 2014 – Prąd
- 2017 – Światło nocne
- 2019 – Jak malować ogień
- 2022 – Zaczynam się od miłości
- 2023 – Tam

### Singoli
- 2007 – Lion Girl (con Envee)
- 2013 – Niebieski
- 2013 – Move Over
- 2013 – Maybe
- 2014 – Miód
- 2014 – Nazywam się niebo
- 2015 – Prąd
- 2015 – Nie będę twoją laleczką
- 2015 – Królowa śniegu
- 2015 – Burning Down the House (con Paulina Przybysz)
- 2016 – Przen sen
- 2017 – Światło nocne
- 2017 – Świat wewnętrzny
- 2017 – S.O.S.
- 2017 – Dzieci malarcy
- 2018 – Czarny
- 2019 – Rybka (con Paulina Przybysz e Barbara Wrońska)
- 2019 – Ciepły wiatr
- 2019 – Ogień
- 2020 – Kochamy się źle

#### Come featuring
- 2016 – To co zostanie (Voo Voo feat. Natalia Przybysz)